# سليمان العدني
سليمان بن يشوع العدني (بالعبرية: שלמה בן יהושע) (ولد في 1567 - توفي في 1625) كاتب يهودي مزراحي وتلمودي عاش خلال النصف الأول من القرن 17 في صنعاء وعدن في جنوب جزيرة العرب والتي حصل عليها على اسم (العدني). كان تلميذ تلمودي لبصلئيل أشكنازي والقابلاني حاييم بن يوسف الحيوي. في 1624 أو وفقا للسلطات الأخرى عام 1622 قال أنه كتب تعليق على مشناه بعنوان عمل سليمان. وقد نشر فقط بضع فصول من هذا العمل ولكنه كان كافيا تماما للدلالة على قيمة العمل كله. في هذا التعليق يحلل الميشناه بطريقة حديثة جدا والذي يترافق مع الانتشار العلمي البحت التي تمكنه من الدخول في تفاصيل أدق من نص المشناه وعلامات الترقيم والهجاء. واعترف بالقيمة الكبيرة لعمل العدني منسى بن إسرائيل الذين يلجأ إلى استنتاجاته في طبعته من الميشناه من 1632. أدرجت تعديلات العدني في عمل جوزيف أشكنازي. بالإضافة إلى تعليقه فكتب ديبري إميت (كلمات من الحقيقة) والتي وفقا لأزولاي يحتوي على الملاحظات الهامة على المخطوطات الماسورتية. في عام 1854 كان المخطوط من عمل سليمان أول عمل له في يد ناثان كورونيل من القدس في حين أن عمله الثاني ديبري إميت يبدو أنه قد ضاع.